# BMW серија 4
BMW серија 4 је аутомобил средње класе који производи немачки произвођач аутомобила BMW од 2013. године. Производи се у купе и кабриолет каросеријским верзијама. Серија 4 је настала када је BMW серија 3 са двоја врата (купе и кабриолет верзије) издвојена у засебну серију. Године 2014, овој понуди је додан и „гран купе” у фастбек каросеријском стилу, верзија са петора врата.

## Историјат

### Прва генерација (F32; 2013−)
F32/F33/F36 је прва генерација серије 4. Први пут је представљена на Северноамеричком међународном сајму аутомобила, јануара 2013. године, у Детроиту, као наследник купе-кабриолет модела серије 3 пете генерације (E92/E93). F32/F33/F36 се производи заједно са шестом генерацијом серије 3 (F30), са којом дели многе елементе.
Каросеријски стилови су:
- купе са двоја врата (код модела F32)
- кабриолет са двоја врата (F33 код модела)
- фастбек купе са петора врата (код модела F36, који се продаје као „гран купе”)

F82/F83 М4 модели представљени су 2014. године. Покреће их S55 турбобензински редни шестоцилиндрични мотор.

### Друга генерација (G22; 2020−)
BMW је на сајму аутомобила у Франкфурту 2019. године представио концепт 4 (Concept 4), који је био 85 одсто заступљен од производне верзије, а уједно је и основа потпуно електричног BMW i4. Стилски гледано, предњим делом доминира велика нова интерпретација бубрежне решетке, која има вертикалнији дизајн да би га дистанцирао од серије 3 G20.
Каросеријски стилови модела су:
- купе са двоја врата (код модела G22)
- кабриолет са двоја врата (код модела G23)
- фастбек купе са пртора врата (код модела G24, који се продаје као „гран купе”)